# Josephus Johannes Janssen
Josephus Johannes Janssen (Eindhoven, 26 juni 1788 - Brussel, na 1826) is een voormalig burgemeester van de Nederlandse stad Eindhoven. 
Janssen werd geboren op 26 juni 1788 als zoon van burgemeester Antonius Janssen en Johanna Marcella van Hooff, zuster van de bekende patriot Johan Frederik Rudolph van Hooff, en zelf broer van de eerdere Burgemeester Johannes Jacobus Janssen. 
Hij was in Eindhoven van 1819 tot 1821 raadslid, in 1820 koopman wonende in de Achterstraat in Eindhoven, in 1823 presiderend burgemeester naast de twee andere burgemeesters en, na het in werking treden van het reglement van 1824, van 1824 tot 1826 wethouder. Op 13 mei 1826 constateert de raad echter dat hij met zijn gezin in Brussel is gaan wonen zonder behoorlijk ontslag als wethouder gevraagd te hebben. Hij krijgt op 8 augustus 1826 desondanks honorabel ontslag uit deze functie.
Hij trouwde met Charlotte Thérèse de Kuyper.